# Nokia C2-01
Nokia C2-01 – telefon komórkowy produkowany przez fiński koncern Nokia.

## Dane ogólne
- Wysokość (mm): 109,8 mm
- Szerokość (mm): 46,9 mm
- Grubość (mm): 15,3 mm